# Ordo urbium nobilium
Ordo Urbium Nobilium è un trattato scritto da Decimo Magno Ausonio alla fine del IV secolo.

## Concezione alla base dell'opera
Tra il 388 e il 390 Decimo Magno Ausonio compì un lungo viaggio attraverso le province dell'Impero romano, all'epoca governato dall'imperatore Teodosio I. Nel corso del suo peregrinare concepì l'idea, ispirandosi a numerosi autori più antichi e dunque inserendosi entro un genere letterario consolidato, di pubblicare un resoconto del medesimo, allo scopo di divulgare informazioni e giudizi sui luoghi da lui visitati.

## Struttura
L'opera, in latino, contiene un elenco delle maggiori città dell'impero romano, ciascuna corredata da una breve descrizione, di carattere eminentemente onorifico.
L'elenco è organizzato in ordine gerarchico, dalla città ritenuta più importante a quella meno importante, realizzando così una vera e propria classifica delle maggiori città romane del tardo impero, corredata da una giustificazione per la posizione in graduatoria di ciascuna.
In totale le città prese in considerazione sono venti, le posizioni assegnate quattordici.
Di seguito si riporta l'elenco delle città descritte dalla più importante alla meno importante, nell'ordine indicato da Ausonio.
1. Roma
2. Constantinopolis (Costantinopoli)
3. Carthago (Cartagine)
4. Antiochia
5. Alexandria (Alessandria d'Egitto)
6. Treveris (Treveri)
7. Mediolanum (Milano)
8. Capua (Capua antica-Santa Maria Capua Vetere)
9. Aquileia
10. Arelas (Arles)
11. Hispalis/Emerita (Siviglia)
12. Corduba (Cordova)
13. Tarraco (Tarragona)
14. Bracara (Braga)
15. Athenae (Atene)
16. Catana (Catania)
17. Syracusae (Siracusa)
18. Tolosa
19. Narbona
20. Burdigala (Bordeaux)